# Dragan Đokanović

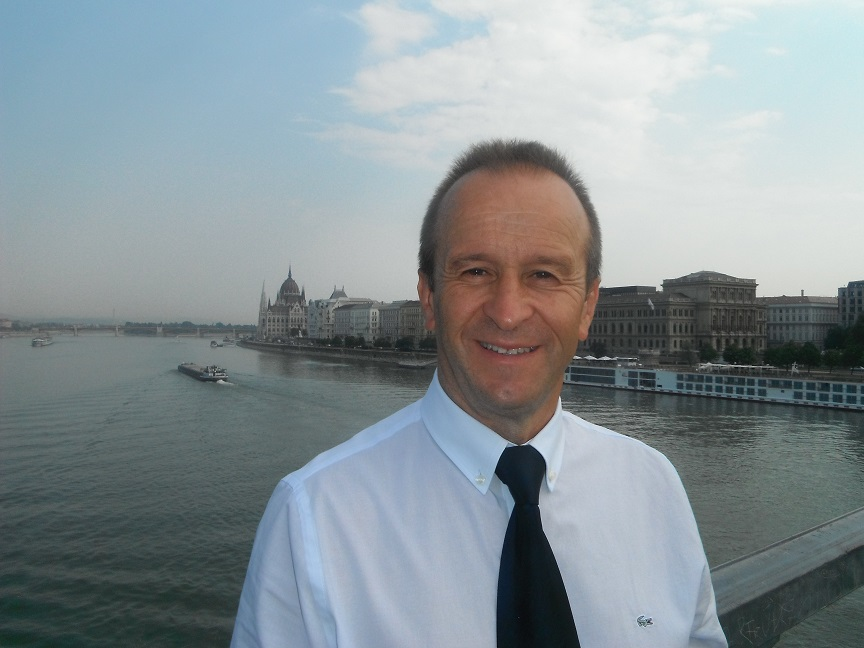
Dragan Djokanovic Budapesten, Magyarország (2015)

Dragan Đokanović, (szerb cirill írással: Драган Ђокановић; magyar átírással: Dragán Gyokanovity; Szarajevó, 1958. április 20. –) boszniai szerb politikus, gyermekorvos.
A magyarországi Dunaújváros Torna Club tornásza volt 1979 és 1983 között.

## Külső hivatkozások
- Dragan Đokanović (szerb)
- dsf-eu.com (szerb)
- Der Standard.at